# Beau Jeu

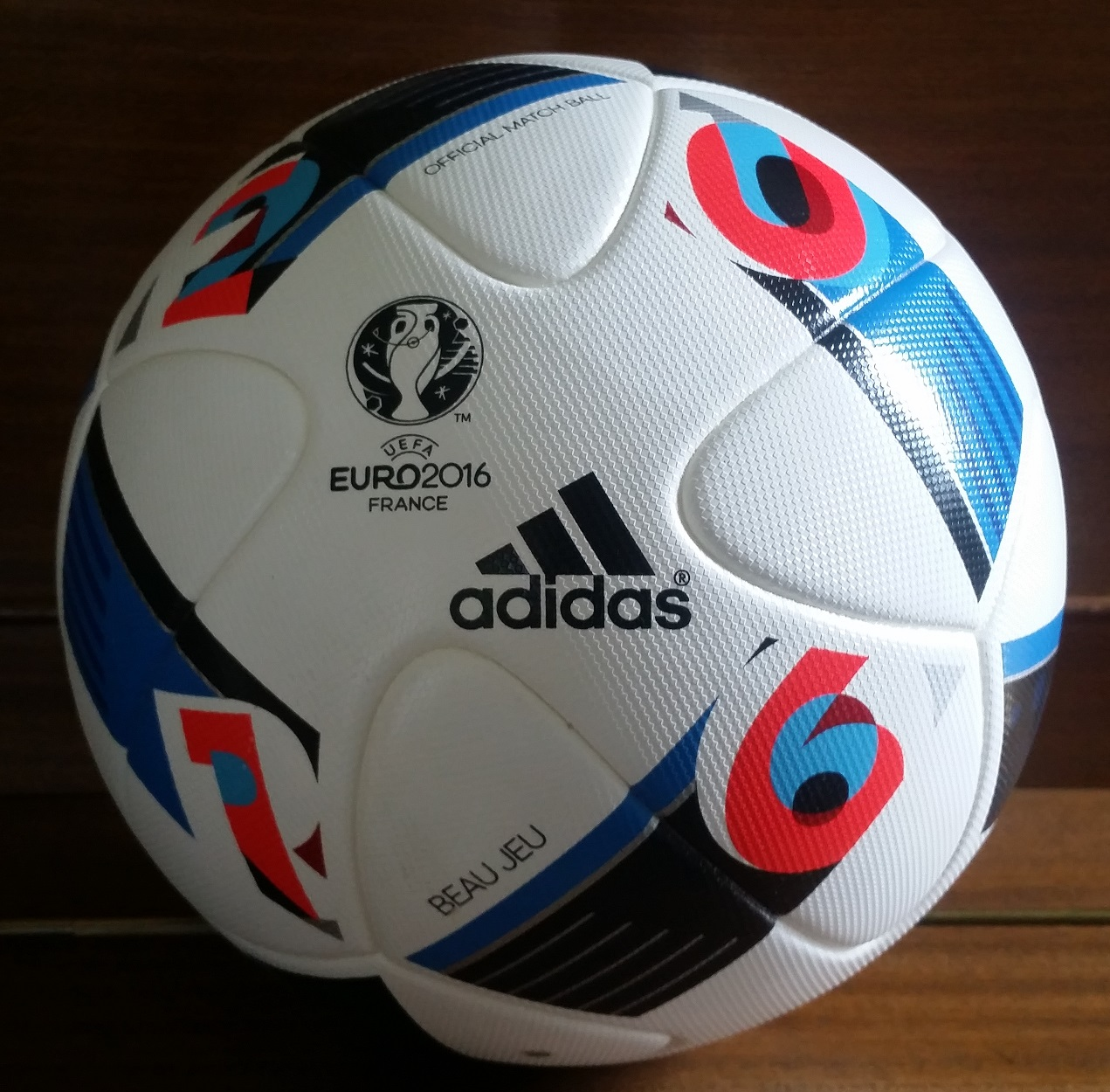
Adidas Beau Jeu

Beau Jeu – piłka futbolowa firmy Adidas, którą rozgrywano fazę grupową turnieju Mistrzostw Europy we Francji w 2016.
Piłka wykonana jest w podobny sposób do futbolówki Brazuca, którą rozgrywano turniej mistrzostw świata w Brazylii – również zbudowana jest z sześciu paneli, ale ma ulepszoną powłokę zewnętrzną, pozwalającą na precyzyjniejsze kontrolowanie toru lotu. Piłka wykonana jest w barwach narodowych Francji: czerwonej, białej i niebieskiej.
19 czerwca 2016 podczas meczu Szwajcaria – Francja w wyniku starcia Antoine Griezmanna z Valonem Behramim doszło do pęknięcia piłki.
Po fazie grupowej Euro 2016 Beau Jeu wycofano. W fazie pucharowej zastąpiła ją nowa piłka Fracas, która od poprzednika różni się kolorystyką – jest biało-czarno-czerwona.

## Parametry
- masa – 437 g
- obwód – 69 cm
- wysokość odbicia – 141 cm
- absorpcja wody – 0,2%[1]

W porównaniu z piłką Tango 12 Beau Jeu jest cięższa o 5 g, ma obwód o 1 mm większy, nie jest tak sprężysta (Tango odbijało się centymetr wyżej) i wykazuje mniejszą absorpcję wody.